# Jim McCarty
Ej att förväxla med gitarristen Jim McCarty i gruppen Cactus.
Jim McCarty, egentligen James Stanley McCarty, född 25 juli 1943 i Walton i Liverpool i England, är en brittisk trumslagare. McCarty föddes i Walton i Liverpool-området, men växte upp i London från han var två år. Han gick på Hampton School där Paul Samwell-Smith var en medelev.
McCarty blev trumslagare i The Yardbirds från dess bildande 1963 och han spelade med gruppen fram tills den upplöstes 1968. McCarty har också varit med och komponerat ett stort antal av gruppens egna kompositioner så som "Still I'm Sad" och "Shapes of Things". Efter att Yardbirds upplöstes spelade han kortvarigt i den progressiva rockgruppen Renaissance 1969–1970 där förre Yardbirds-sångaren Keith Relf ingick. 1977–1979 spelade han med gruppen Illusion, som först var tänkt som en återförening av Renaissance, men Keith Relf avled i en olyckhändelse innan planerna gick i lås. På 1980-talet spelade han i "Box of Frogs" som bestod av gamla Yardbirds-medlemmar, och sedan 1992 har han tillsammans med kompgitarristen Chris Dreja spelat i ett återbildat Yardbirds där de övriga medlemmarna inte var med på 1960-talet. Han har även gett ut album som soloartist.

## Karriär

### The Yardbirds (1963–1968, 1992– )
Huvudartikel: The Yardbirds

### Together (1968)
Together var en duo med Keith Relf och Jim McCarty. Duon släppte singeln "Henry's Coming Home" / "Love Mum and Dad" (Columbia Records DB 8491).

### Renaissance (1969–1970)
Jim McCarty var med i den första uppställningen av Renaissance och deltog på två studioalbum utgivna av Island Records.
Medlemmar:
- Jane Relf – sång
- Keith Relf – sång, gitarr
- John Hawken – keyboard
- Louis Cennamo – basgitarr
- Jim McCarty – sång, trummor, percussion

Album:
- 1969 – Renaissance
- 1971 – Illusion

### Shoot (1973)
Shoot släppte ett studioalbum på skivbolaget EMI
Medlemmar:
- Jim McCarty – sång, keyboard, percussion
- Dave Greene – sång, gitarr, banjo
- Bill Russell – basgitarr
- Craig Collinge – trummor, percussion

Album:
- 1973 – On The Frontier

### Illusion (1977–1979, 2001)
Illusion lanserade två studioalbum på Island Records.
Medlemmar:
- Jane Relf – sång
- Jim McCarty – sång, akustisk gitarr, percussion
- John Hawken – keyboard
- Louis Cennamo – basgitarr
- John Knightsbridge – gitarr
- Eddie McNeill – trummor

Album:
- 1977 – Out of the Mist
- 1978 – Illusion

### Box of Frogs (1983–1986)
Box of Frogs bestod av tidigare medlemmar i The Yarbirds. Bandet spelade in två studioalbum som utgavs på Epic Records.
Medlemmar:
- John Fiddler – sång, gitarr, percussion, synthesizer
- Chris Dreja – rytmgitarr, percussion, bakgrundssång
- Paul Samwell-Smith – basgitarr, bakgrundssång, percussion, synthesizer
- Jim McCarty – trummor, percussion, bakgrundssång

Album:
- 1984 – Box of Frogs
- 1986 – Strange Land

### Stairway (1987–1995)
Stairway bestod av Jim McCarty och Renaissance-kollega Louis Cennamo. Bandet utgav två studioalbum på skivbolaget New World Cassettes.
Album:
- 1987 – Aquamarine
- 1988 – Moonstone

### Pilgrim (1995–1996)
Pilgrim utgav två studioalbum, på skivbolagen New World Music och One Of Nineteen Records.
Medlemmar:
- James McCarty – sång
- Tania Matchett – sång
- John Richardson – sång
- Carmen Willcox – textförfattare

Album:
- 1995 – Search For The Dreamchild
- 1996 – Gothic Dream

## Diskografi (solo)
Studioalbum
- 1994 – Out of the Dark
- 2002 – Outside Woman (som Jim McCarty Blues Band)
- 2003 – Two Steps Ahead (som Jim McCarty Band, inspelad 1993)
- 2009 – Sitting on the Top of Time